# Suzuki RMX
La RMX è una motocicletta prodotta dalla casa motociclistica giapponese Suzuki per l'uso in  fuoristrada non agonistico, a differenza della versione RME che adotta soluzioni diverse, più improntate alle competizioni.
Questo nome è stato ripreso a partire dal 2010 dalla Suzuki RMX 450 Z che si contraddistingue per il motore a quattro tempi.

## Versioni
La prima versione proposta è stata la RMX 250, derivata direttamente dalla serie RM da motocross e presentata nel 1989. Rispetto alla RME da competizione ha il serbatoio da 11 litri invece di 8, una sella più sagomata per facilitare la seduta e un impianto di scarico più silenziato, accompagnato a volte da una camera d'espansione differente. Inoltre presenta un vano portaoggetti sopra al codino. Anche il motore è studiato in modo da avere un comportamento più dolce e lineare. La 250 è restata in produzione sino al 2002.
Il secondo modello della serie è stato il RMX 50 che ha avuto vita più breve, dal 1995 al 2001 ed è stata anche affiancato dalla versione SMX destinata ai motard.